# OrangeFS
OrangeFS ist ein freies verteiltes Dateisystem (Cluster-Dateisystem), das seit Mai 2016 (ab Version 4.6) als Kernel-Modul ein Teil des Linux-Kernels ist.
Es geht auf das Parallel Virtual File System zurück. 2010 ersetzte OrangeFS PVFS2 als Hauptversion. Die Firma Omnibond bietet kommerziellen Support für das Dateisystem.
Der OrangeFS-Client läuft im Userspace und erlaubt den Zugriff auf OrangeFS auch von Mac OS X aus.
OrangeFS arbeitet objektbasiert: Dateien und Verzeichnisse bestehen dabei aus mindestens zwei Objekten; eines für die Metadaten und die Nutzdaten. Das Dateisystem benötigt keine Konfiguration und wird vor allem in Forschung und Wissenschaft verwendet.